# ويزلي مومو جونسون
ويزلي مومو جونسون (بالإنجليزية: Wesley Momo Johnson)‏ هو دبلوماسي ومنافس ألعاب قوى وسياسي ليبيري، ولد في 27 مايو 1944.

## روابط خارجية
- ويزلي مومو جونسون على موقع أوليمبيديا (الإنجليزية)